# Panorpa indivisa
Panorpa indivisa är en näbbsländeart som beskrevs av Olga M. Martynova 1957. Panorpa indivisa ingår i släktet Panorpa och familjen skorpionsländor. Inga underarter finns listade i Catalogue of Life.